# Neue Synagoge (Sokal)

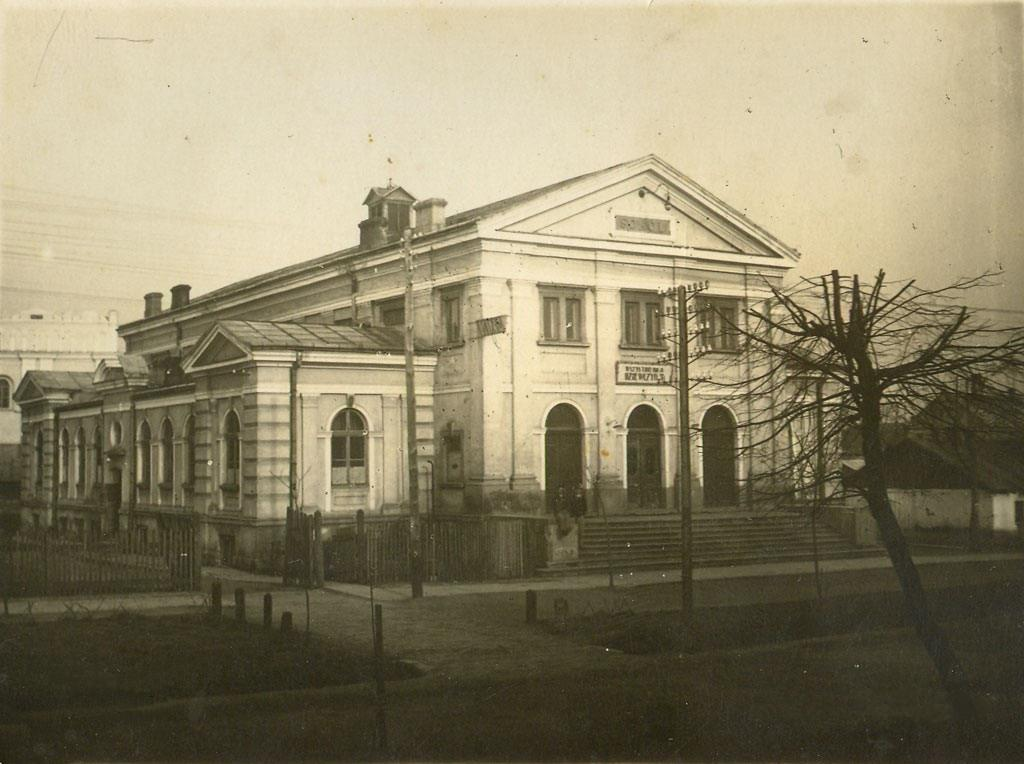
Neue Synagoge (1938)

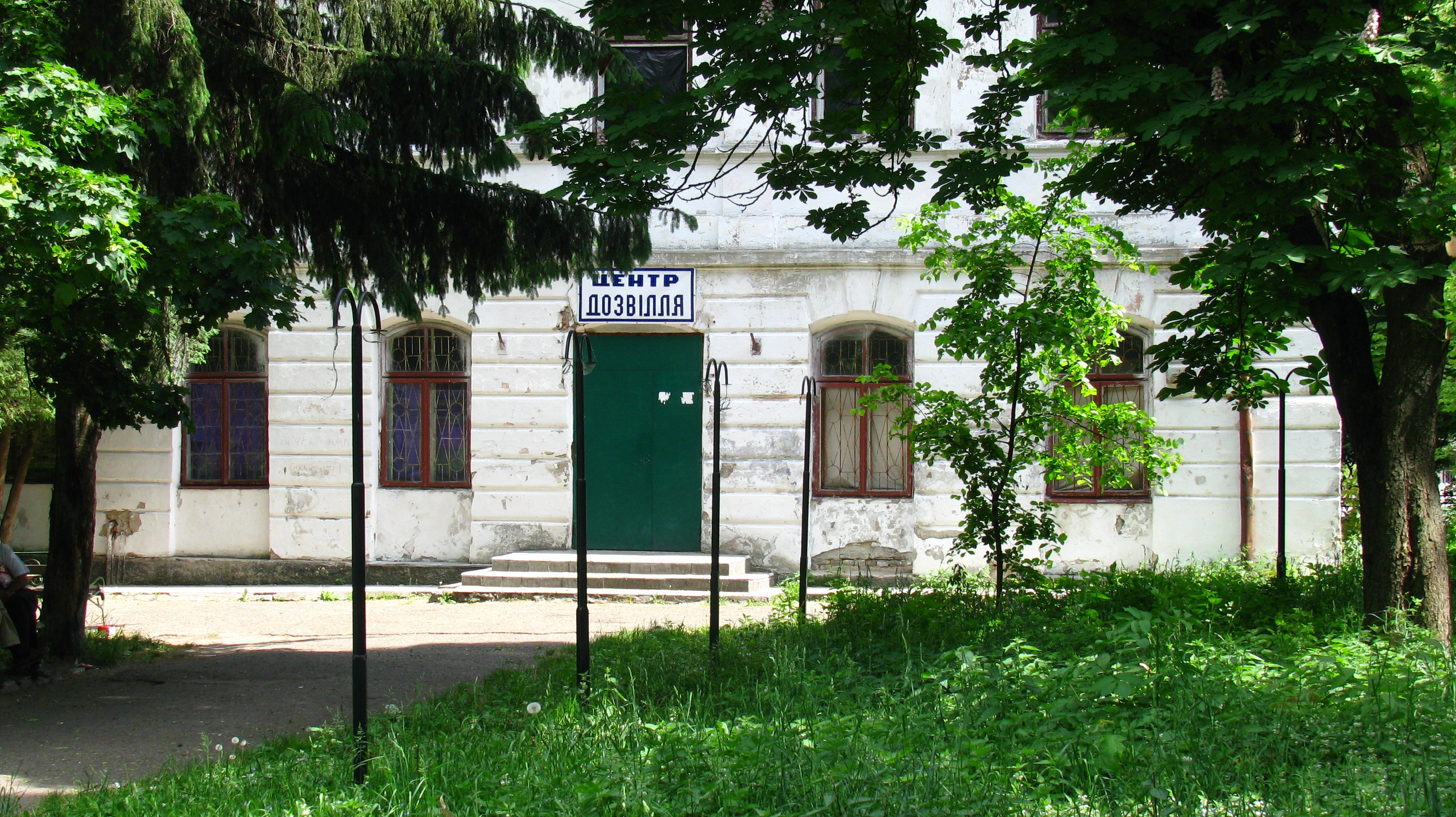
Neue Synagoge (2013)

Die Neue Synagoge in Sokal, einer Stadt in der ukrainischen Oblast Lwiw wurde gegen Ende des 19. Jahrhunderts gebaut. In unmittelbarer Nähe befindet sich die Ruine der Großen Synagoge.
Das Gebäude ist mit (16,45 × 16,46 m) quadratisch und bis zum Dachbeginn circa 7,5 m hoch. Der Eingangsbereich liegt im Westen; dort befand sich auch der zweistöckige Bereich der Frauen. Dahinter lag die einstöckige Haupthalle (der Gebetsraum der Männer). Diese Aufteilung ist auch heute noch an der Befensterung zu erkennen.
In den 1950er – 1970er Jahren fanden Umbauarbeiten statt, wobei im Eingangsbereich Wände für zusätzliche Räume eingezogen wurden.
Bima und Toraschrein sind nicht mehr vorhanden.
Die ehemalige Synagoge ist in einem guten Zustand und wird heute als öffentliches Gebäude genutzt.